# 羅東森林鉄路
羅東森林鉄路（らとうしんりんてつろ、繁体字中国語: 羅東森林鐵道）はかつて台湾宜蘭県羅東鎮の羅東駅と土場駅を結んでいた森林鉄道路線。土場を介して太平山森林鉄路と連絡し、太平山林場からの材木を羅東市街地へ輸送するとともに、旅客輸送も行っていた。1924年に開業し、1979年に廃止された。森林鉄道としては太平山森林鉄路の一部、「羅東線」として扱われているが、旅客輸送も担っていたこの平地区間の路線を指して一般的には羅東森林鉄路と呼ばれることが多い。

## 歴史

### 森林開発
鉄道が敷設されるより先に太平山林場の「旧太平山」（現在より西の加羅山付近）で木材生産が始まったが、地形による制約で陸上輸送は困難で、濁水渓（現在の蘭陽渓）を利用して員山までは水運だったが非効率であり、かつ輸送過程で流失・損傷することも多かった。そこで陸上輸送への転換が試みられた。台湾電気興業株式会社（現在の台湾電力）が蘭陽水力発電所での1922年からの発電事業の認可要請したことも追い風となり台湾総督府は1921年に営林所の出張所を宜蘭から羅東への移転と木材の鉄道輸送を決定した。

### 建設
太平山林場の土場を起点に羅東鎮の竹林駅までの36.69kmで7つのトンネルと22の橋梁がある。

#### 土場 - 天送埤間
台湾電気興業が出資し19.36kmを建設した。1921年完成。河川沿いだったことから橋梁が多いが、開業後も水害で何度も運休に見舞われた。天送埤駅に現存する転車台は、この区間が運休時に羅東駅までの折返し旅客輸送で活用された。

#### 天送埤 - 歪仔歪間
元台南製糖（沖縄製糖の前身）所属の運蔗路線14.52kmを借用した路線。

#### 歪仔歪 - 竹林間
全長3.07km。1924年1月17日に完成。当時の羅東街（台北州羅東郡に属し、現在の羅東鎮）で街長（現在の鎮長）を務めた陳純精（日本名：光谷純精）はこの区間の鉄道敷設に積極的で、員山の貯木場を活用したり林業弁公室を羅東へ移転したことで羅東街の数十年間繁栄の基礎を築いたとされている。

#### 竹林 - 羅東間
戦後に旅客輸送利便性向上のため1971年に台湾鉄路管理局羅東駅北側まで0.6km延伸された。

### 営業沿革
1924年1月27日に全線開業した。当初は貨物輸送のみだったが、1926年5月18日より10駅を設置しての旅客輸送を開始した。
1970年に羅東駅北側に「林鉄羅東駅」が開業し、1971年に「中華号」が運行され旅客輸送の質が向上したが、1976年に林場での生産量低下とともに
旅客輸送も道路輸送に見劣りするようになり、1978年の水害での被害も多大だったため、1979年8月1日に営業を終了し56年の歴史を閉じた。

## 駅一覧
駅所在地はすべて宜蘭県内。
| 駅名     | 駅名         | 駅名        | 駅間 キロ | 累計 キロ | 接続路線・備考                        | 所在地 |
| 日本語   | 繁体字中国語 | 英語        | 駅間 キロ | 累計 キロ | 接続路線・備考                        | 所在地 |
| -------- | ------------ | ----------- | --------- | --------- | ------------------------------------- | ------ |
| 羅東駅   | 羅東車站     | Luodong     | 0.0       | 0.0       | 台湾鉄路管理局宜蘭線 1971年延伸開業   | 羅東鎮 |
| 竹林駅   | 竹林車站     | Chulin      | 0.6       | 0.6       |                                       | 羅東鎮 |
| 歪仔歪駅 | 歪仔歪車站   | Waizihwai   | 3.04      | 3.64      | 1945年廃止                            | 羅東鎮 |
| 大洲駅   | 大洲車站     | Dajhou      | 2.28      | 5.92      |                                       | 三星郷 |
| 万富駅   | 萬富車站     | Wanfu       | 4.32      | 10.24     | 旧称二萬五                            | 三星郷 |
| 三星駅   | 三星車站     | Sansing     | 4.26      | 14.50     | 旧称叭哩沙                            | 三星郷 |
| 天送埤駅 | 天送埤車站   | Tiansongpi  | 3.52      | 18.02     |                                       | 三星郷 |
| 清水湖駅 | 清水湖車站   | Cingshueihu | 3.36      | 21.38     | 旧称清水                              | 三星郷 |
| 牛鬥駅   | 牛鬥車站     | Nioudou     | 2.40      | 23.78     |                                       | 三星郷 |
| 楽水駅   | 樂水車站     | Leshuei     | 5.60      | 29.38     | 旧称濁水、瑪崙                        | 大同郷 |
| 土場駅   | 土場車站     | Tuchang     | 7.26      | 36.64     | ■太平山森林鉄路仁沢線直通（貨物のみ） | 大同郷 |

## 保存現況

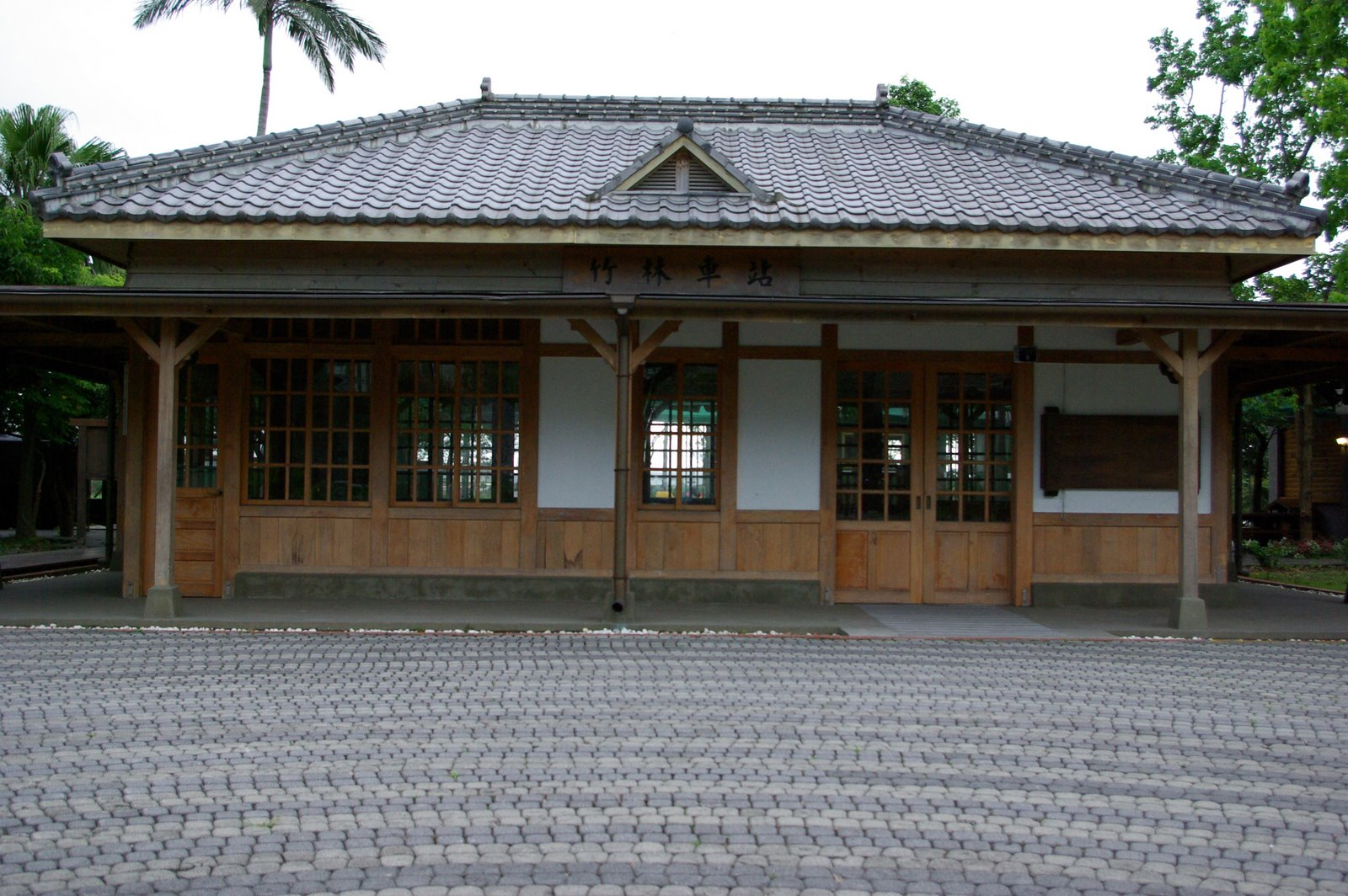
竹林駅舎

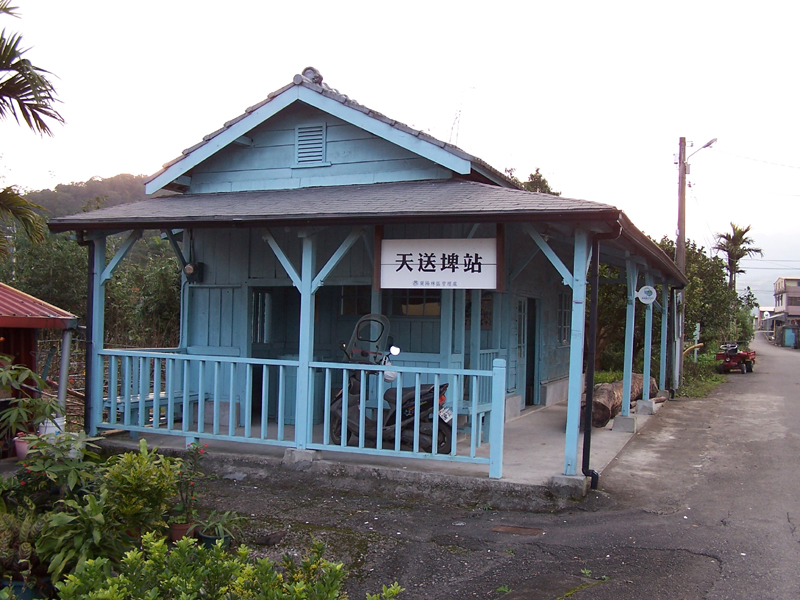
天送埤駅舎

竹林駅、大洲駅、天送埤駅、牛鬥駅と土場駅などは駅舎や関連施設が現存している。竹林駅は付近の羅東林場と統合し羅東林業文化園区となり、鎮内有数の観光地となった。天送埤と土場の間は路盤基礎が多数現存し、トンネルや築堤、橋梁の姿を見ることができる。
2004年5月14日、文化部文化資産局は太平山森林鉄路の天送埤駅を県の指定歴史建築登録を公告。
2012年7月23日八号トンネルも指定歴史建築に登録公告。
2012年5月19日行政院農業委員会林務局羅東林区管理処は宜蘭県政府と共同で三星駅と天送埤駅間の復活運行計画を宣布した。
2017年秋には天送埤駅の周回軌道工事が完了し、ミニトロッコ列車も落成した。同年12月28日に試運転を開始。翌年春にプレ開業、さらに九芎湖までの約3.9kmで旅客運行が復活予定となっている。

### 註釈
1. ↑  天送埤駅などは、文化部の古蹟名義では「太平山林鐵～」となっている。

## 関連
- 軽便鉄道
- 台湾の鉄道
- 阿里山森林鉄路